# Hylaeus mana
Hylaeus mana là một loài Hymenoptera trong họ Colletidae. Loài này được Magnacca & Daly mô tả khoa học năm 2003.